# ソユーズMS-16
ソユーズMS-16は、第62次および第63次長期滞在の3人の乗組員を国際宇宙ステーション（ISS）へと輸送した2020年4月9日に打ち上げられたソユーズによる宇宙飛行。
このフライトはソユーズ 2.1aを使っての初の打ち上げであり、2016年のソユーズMS-02以降のガガーリン発射台（ソユーズMS-15の打ち上げ後に近代化改修が開始された）以外からの初めてのロシアの有人ミッションだった。

## クルー
| 地位                  | 乗組員                                                                          | 乗組員                                                                          |
| --------------------- | ------------------------------------------------------------------------------- | ------------------------------------------------------------------------------- |
| コマンダー            | アナトリー・イワニシン, ロスコスモス 第62次および第63次長期滞在 3回目の宇宙飛行 | アナトリー・イワニシン, ロスコスモス 第62次および第63次長期滞在 3回目の宇宙飛行 |
| 第1フライトエンジニア | イワン・ワグネル, ロスコスモス 第62次および第63次長期滞在 1回目の宇宙飛行       | イワン・ワグネル, ロスコスモス 第62次および第63次長期滞在 1回目の宇宙飛行       |
| 第2フライトエンジニア | クリストファー・キャシディ, NASA 第62次および第63次長期滞在 3回目の宇宙飛行     | クリストファー・キャシディ, NASA 第62次および第63次長期滞在 3回目の宇宙飛行     |

### バックアップクルー
| 地位                  | 乗組員                             | 乗組員                             |
| --------------------- | ---------------------------------- | ---------------------------------- |
| コマンダー            | セルゲイ・リジコフ, ロスコスモス   | セルゲイ・リジコフ, ロスコスモス   |
| 第1フライトエンジニア | アンドレイ・バブキン, ロスコスモス | アンドレイ・バブキン, ロスコスモス |
| 第2フライトエンジニア | スティーヴ・ボーエン, NASA         | スティーヴ・ボーエン, NASA         |

### クルーについて
このフライトは新人宇宙飛行士ニコライ・チーホノフ（ロシアのナウカ実験室モジュールの遅延によってソユーズMS-04以降、数回のISSへのフライトで外されていた）の初めての宇宙飛行として予定されていた。チーホノフとバブキンは医学的な理由でバックアップクルーのイワニシンおよびワグネルに交代された。当初のソユーズのコマンダーのチーホノフは眼球の怪我に見舞われ、ロシア当局は両方のロシア人乗組員をバックアップクルーと入れ替えた。
チーホノフとバブキンはソユーズMS-17に割り当てられてはいなかったが、チーホノフの目の怪我が治った場合には2020年に予定されていたこのミッションで飛行することが期待されていた。チーホノフはロスコスモスから引退し、バブキンは現役の宇宙飛行士として留まっていたが、将来の宇宙飛行には割り当てられていなかった。
新型コロナウイルス感染症の流行拡大を受けて、クルーの家族とメディアの代表はバイコヌールで打ち上げを見ることができず、ユーリ・ガガーリンのボストーク1号での飛行に遡る通常の打ち上げ前の伝統も取りやめになった。

## ミッション
ソユーズMS-16は2020年4月9日、08:05:06 UTCに打ち上げられた。ロシア人宇宙飛行士アナトリー・イワニシンが中央座席に、新人宇宙飛行士イワン・ワグネルが左座席、アメリカ人宇宙飛行士クリストファー・キャシディが右座席に搭乗して、ソユーズ 2.1aブースターの第1段とコアステージのエンジンは定刻通りに点火され、バイコヌール宇宙基地の発射台からロケットを離昇させた。イワニシン同様に、キャシディも3回目の宇宙飛行となった。ジム・ブライデンスタインNASA長官は「クリス・キャシディ、アナトリー・イワニシンとイワン・ワグネルは無事に軌道に乗りました。どんなウィルスも人間の探究心ほど強くはありません。この打ち上げを成功させるために尽力してくれた@NASAと@roscosmosの全チームに感謝しています」とツイートしている。
国際宇宙ステーションは打ち上げの約3分前に発射場の真上を通過し、ブースターは軌道面に直接上昇した。軌道6周後の14:13:18 UTCに、ソユーズはポイスクのドッキングコンパートメントにドッキングした。

## 帰還
ソユーズのカプセルは23:32:00 UTCに国際宇宙ステーションから離脱し、02:54:12 UTCにカザフスタンのステップに着陸した。